# Mari Hole
Mari Hole, född  3 augusti 1990 i Bern, Schweiz är en norsk volleybollspelare (spiker).
Hole växte upp i en volleybollfamilj där även hennes syskon är duktiga volleybollspelare. Hon började sin seniorkarriär i IL Koll med vilka hon vann Norgesmesterskapet och Eliteserien flera gånger. Hon flyttade 2009 till USA för studier, först under två år vid Ohio State University och därefter vid UCLA; i bägge fallen spelade hon med deras volleybollag. Efter avslutade studie återvände hon till Europa för spel i den franska ligan Ligue A. Hon spelade först med Istres Ouest Provence VB (med vilka hon var främsta poängvinnare i hela serien 2013/2014) och därefter med Béziers Volley. Därefter följe en kort sejour i tyska Volleyball-Bundesliga med Allianz MTV Stuttgart och ett år tillbaka i Norge innan Hole spelade en andra gång med Béziers säsongen 2017/2018. Hon återvände till IL Koll 2018 och spelade med dem fram till 2021.